# Tor Øyvind Hovda
Tor Øyvind Stensæter Hovda (Ringerike, 24 settembre 1989) è un ex calciatore norvegese, di ruolo centrocampista.

## Carriera

### Club

#### Hønefoss
Hovda ha iniziato la carriera con la maglia dell'Hønefoss. Ha debuttato in 1. divisjon il 28 ottobre 2007, sostituendo David Hanssen nel successo per 0-3 in casa dello Skeid. Il 29 giugno 2008 ha segnato il primo gol della sua carriera, nella sconfitta per 3-1 contro il Sogndal.
Nel campionato 2009, ha conquistato con la sua squadra la promozione nell'Eliteserien. Ha esordito nella massima divisione norvegese giocando da titolare nella sconfitta per 2-0 in casa del Tromsø. Al termine della stagione, l'Hønefoss è retrocesso nuovamente in 1. divisjon. Un anno dopo, però, Hovda e la sua squadra sono tornati ancora nella massima divisione. A seguito del ritiro del capitano Frode Lafton, è stato Hovda ad ereditare la fascia.

#### Svezia
Il 18 dicembre 2013, ha firmato un contratto triennale con gli svedesi del Kalmar, valido a partire dal 1º gennaio 2014. Ha debuttato nell'Allsvenskan in data 30 marzo 2014, schierato titolare nella vittoria esterna per 1-2 sul campo del Brommapojkarna. Il 27 ottobre ha segnato la prima rete nella massima divisione locale, nel successo per 0-2 in casa del Mjällby. Ha chiuso la prima stagione con 20 presenze e una rete, tra campionato e coppa.
Complice il poco spazio a disposizione al Kalmar, il 17 luglio 2015 è passato all'Åtvidaberg con la formula del prestito. Il 20 luglio ha esordito in squadra, schierato titolare nel pareggio a reti inviolate contro il Djurgården. Il 25 luglio ha segnato la prima rete, nella sconfitta interna per 1-2 contro l'Helsingborg. In questa porzione di stagione, ha totalizzato 14 presenze e 2 reti in campionato.

#### Sarpsborg 08
Il 3 dicembre 2015, il Sarpsborg 08 ha annunciato d'aver ingaggiato Hovda, che ha firmato un contratto biennale valido a partire dal 1º gennaio 2016. Ha scelto di vestire la maglia numero 18. Ha esordito in Eliteserien in data 20 marzo 2016, schierato titolare nel pareggio per 0-0 in casa del Viking. Il 24 aprile ha trovato la prima rete, nella vittoria per 4-0 sul Molde. Ha chiuso la stagione con 18 presenze e 2 reti tra campionato e coppa.

#### Il ritorno all'Hønefoss
Il 2 gennaio 2018, l'Hønefoss ha reso noto l'ingaggio di Hovda, che si è legato al club con un accordo biennale.

## Statistiche

### Presenze e reti nei club
Statistiche aggiornate al 2 gennaio 2018.
| Stagione            | Club                | Campionato          | Campionato | Campionato | Coppe nazionali | Coppe nazionali | Coppe nazionali | Coppe continentali | Coppe continentali | Coppe continentali | Supercoppe | Supercoppe | Supercoppe | Totale | Totale |
| Stagione            | Club                | Comp                | Pres       | Reti       | Comp            | Pres            | Reti            | Comp               | Pres               | Reti               | Comp       | Pres       | Reti       | Pres   | Reti   |
| ------------------- | ------------------- | ------------------- | ---------- | ---------- | --------------- | --------------- | --------------- | ------------------ | ------------------ | ------------------ | ---------- | ---------- | ---------- | ------ | ------ |
| 2007                | Hønefoss            | 1D                  | 2          | 0          | CN              | ?               | ?               | -                  | -                  | -                  | -          | -          | -          | ?      | ?      |
| 2008                | Hønefoss            | 1D                  | 19         | 1          | CN              | ?               | ?               | -                  | -                  | -                  | -          | -          | -          | ?      | ?      |
| 2009                | Hønefoss            | 1D                  | 26         | 0          | CN              | ?               | ?               | -                  | -                  | -                  | -          | -          | -          | ?      | ?      |
| 2010                | Hønefoss            | ES                  | 22+3       | 0          | CN              | 4               | 0               | -                  | -                  | -                  | -          | -          | -          | 29     | 0      |
| 2011                | Hønefoss            | 1D                  | 17         | 0          | CN              | 4               | 0               | -                  | -                  | -                  | -          | -          | -          | 21     | 0      |
| 2012                | Hønefoss            | ES                  | 17         | 1          | CN              | 2               | 0               | -                  | -                  | -                  | -          | -          | -          | 19     | 1      |
| 2013                | Hønefoss            | ES                  | 25         | 3          | CN              | 0               | 0               | -                  | -                  | -                  | -          | -          | -          | 25     | 3      |
| 2014                | Kalmar              | A                   | 19         | 1          | CS              | 1               | 0               | -                  | -                  | -                  | -          | -          | -          | 20     | 1      |
| gen.-lug. 2015      | Kalmar              | A                   | 6          | 0          | CS              | 0               | 0               | -                  | -                  | -                  | -          | -          | -          | 6      | 0      |
| Totale Kalmar       | Totale Kalmar       | Totale Kalmar       | 25         | 1          |                 | 1               | 0               |                    | -                  | -                  |            | -          | -          | 26     | 1      |
| lug.-dic. 2015      | Åtvidaberg          | A                   | 14         | 2          | CS              | -               | -               | -                  | -                  | -                  | -          | -          | -          | 14     | 2      |
| 2016                | Sarpsborg 08        | ES                  | 17         | 1          | CN              | 1               | 1               | -                  | -                  | -                  | -          | -          | -          | 18     | 2      |
| 2017                | Sarpsborg 08        | ES                  | 10         | 0          | CN              | 3               | 0               | -                  | -                  | -                  | -          | -          | -          | 13     | 0      |
| Totale Sarpsborg 08 | Totale Sarpsborg 08 | Totale Sarpsborg 08 | 27         | 1          |                 | 4               | 1               |                    | -                  | -                  |            | -          | -          | 31     | 2      |
| 2018                | Hønefoss            | 2D                  | 17         | 0          | CN              | 0               | 0               | -                  | -                  | -                  | -          | -          | -          | 17     | 0      |
| 2019                | Hønefoss            | 3D                  | 23         | 3          | CN              | 1               | 0               | -                  | -                  | -                  | -          | -          | -          | 24     | 3      |
| Totale Hønefoss     | Totale Hønefoss     | Totale Hønefoss     | 171+3      | 8+0        |                 | ?               | ?               |                    | -                  | -                  |            | -          | -          | ?      | ?      |
| Totale              | Totale              | Totale              | 237+3      | 12+0       |                 | ?               | ?               |                    | -                  | -                  |            | -          | -          | ?      | ?      |